# Cornish Classic Cars
Cornish Classic Cars war ein britischer Hersteller von Automobilen.

## Unternehmensgeschichte
Jack Evans gründete 1984 oder 1985 das Unternehmen in Blackwater bei Truro in der Grafschaft Cornwall. Er begann mit der Produktion von Automobilen und Kits. Der Markenname lautete Cornish Classic Cars. 1986 erfolgte der Umzug nach Corsham in Wiltshire. Eine andere Quelle nennt Redruth in Cornwall als Unternehmenssitz. 1986 oder 1987 endete die Produktion. Projects of Distinction aus Redditch in Worcestershire setzte die Produktion eines Modells unter Beibehaltung des Markennamens noch bis 1988 fort. Insgesamt entstanden etwa elf Exemplare.

## Fahrzeuge
Der Parisienne war der Nachfolger des Siva Parisienne von Siva Engineering Sales Company aus den 1970er Jahren. Das Fahrzeug ähnelte Fahrzeugen aus der Zeit um 1904. Die Basis bildete das Fahrgestell vom Citroën 2 CV. Darauf wurde eine Doppelphaeton-Karosserie montiert. Von diesem Modell entstanden zwischen 1984 und 1987 etwa drei Exemplare.
Der Osprey ähnelte dem Mercedes-Benz SSK. Die Basis bildete der Ford Cortina. Cornish Classic Cars fertigte dieses Modell von 1985 bis 1987 und danach Projects of Distinction bis 1988. Insgesamt entstanden etwa acht Exemplare.